# Рождественское сельское поселение (Владимирская область)
Рожде́ственское се́льское поселе́ние — муниципальное образование в Собинском районе Владимирской области Российской Федерации.
Административный центр — село Рождествено.

## География
Территория поселения расположена в северной части района.

## История
Рождественский сельсовет образован в 1920-х годах в составе Ставровской волости Владимирского уезда, с 1929 года в составе Ставровского района, в 1932-1945 годах — в составе Собинского района. В 1954 году в состав сельсовета включены населённые пункты упразднённого Ельтесуновского сельсовета, с 1965 года — вновь в составе Собинского района .
Рождественское сельское поселение образовано 6 мая 2005 года в соответствии с Законом Владимирской области от 06.05.2005 № 38-ОЗ. В его состав вошли территории бывших Рождественского и Фетининского сельсоветов.

## Население
| 2010  | 2011  | 2012  | 2013  | 2014  | 2015  | 2016  | 2017  | 2018  |
| ----- | ----- | ----- | ----- | ----- | ----- | ----- | ----- | ----- |
| 1579  | ↘1573 | ↘1546 | ↘1531 | ↘1520 | ↘1482 | ↗1486 | ↘1479 | ↘1465 |
| 2019  | 2020  | 2021  |       |       |       |       |       |       |
| ↘1420 | ↗1441 | ↗1528 |       |       |       |       |       |       |

## Состав сельского поселения
В состав сельского поселения входят 25 населённых пунктов:
| №  | Населённый пункт | Тип населённого пункта       | Население |
| -- | ---------------- | ---------------------------- | --------- |
| 1  | Алепино          | село                         | ↗18       |
| 2  | Астаниха         | деревня                      | →0        |
| 3  | Брод             | деревня                      | →0        |
| 4  | Бурыкино         | деревня                      | ↘7        |
| 5  | Василёво         | деревня                      | ↗10       |
| 6  | Демихово         | деревня                      | ↗8        |
| 7  | Елховка          | деревня                      | ↘23       |
| 8  | Ельтесуново      | село                         | ↘200      |
| 9  | Калитеево        | село                         | ↘17       |
| 10 | Корнево          | деревня                      | ↘8        |
| 11 | Корнилково       | деревня                      | ↗6        |
| 12 | Куделино         | деревня                      | ↗5        |
| 13 | Малый Алепинец   | деревня                      | →0        |
| 14 | Матрёнино        | деревня                      | →0        |
| 15 | Мещёра           | деревня                      | ↗11       |
| 16 | Новино           | деревня                      | →0        |
| 17 | Пискутино        | деревня                      | ↘0        |
| 18 | Прокошиха        | деревня                      | →0        |
| 19 | Ратмирово        | село                         | ↗35       |
| 20 | Рождествено      | село, административный центр | ↗701      |
| 21 | Спасское         | село                         | ↗14       |
| 22 | Степаниха        | деревня                      | ↗6        |
| 23 | Фетинино         | село                         | ↘435      |
| 24 | Чаганово         | деревня                      | ↘3        |
| 25 | Шуново           | деревня                      | ↘21       |